# Harry Morgan

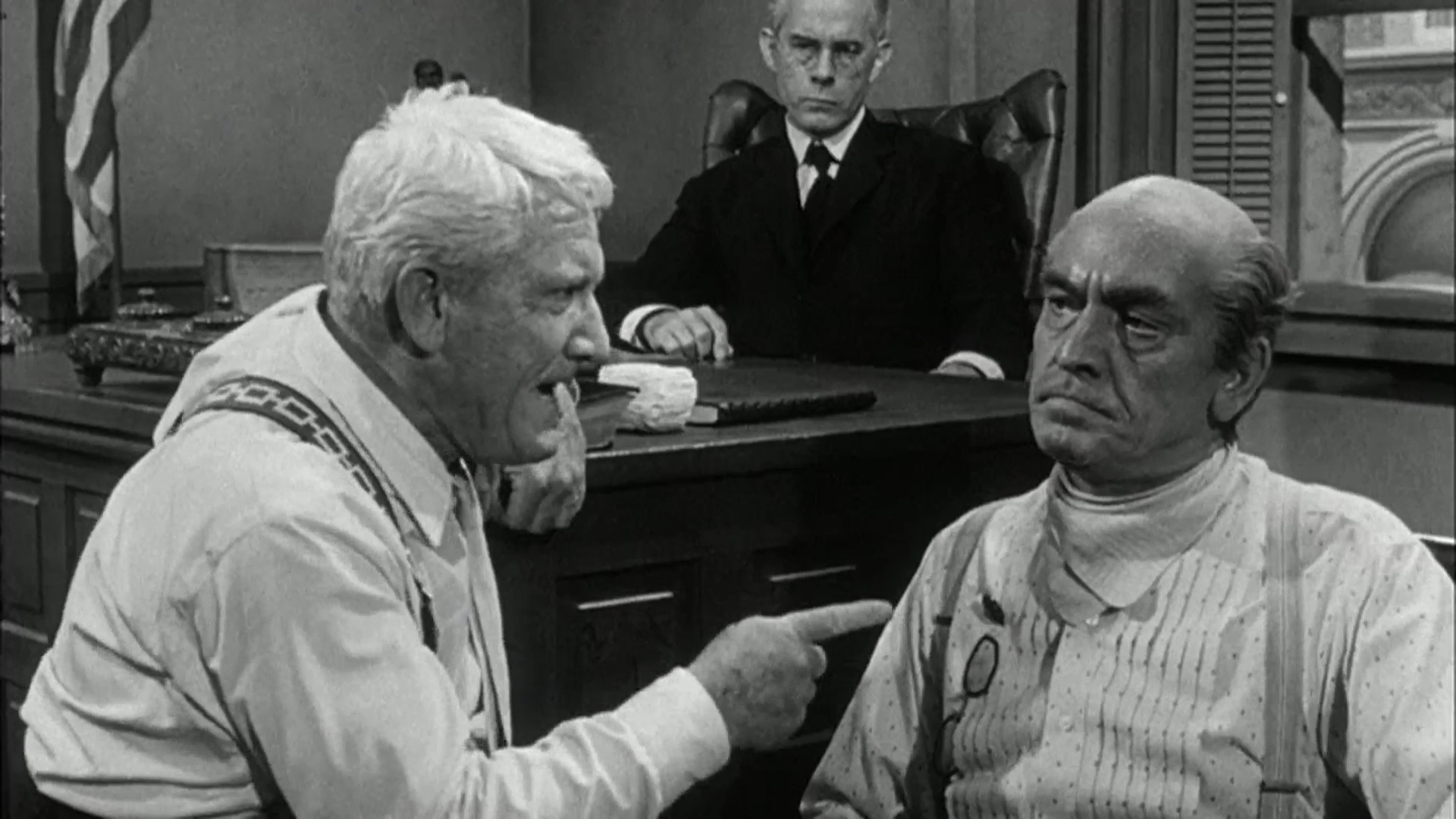
Van links naar rechts: Spencer Tracy, Harry Morgan en Fredric March in Inherit the wind (1960).

Harry Morgan (Detroit, 10 april 1915 – Los Angeles, 7 december 2011) was een Amerikaans acteur. Bekend van vele rollen, waaronder die van Col. Sherman Potter in M*A*S*H en vervolgserie After MASH. Zijn rol als Bill Gannon in de serie Dragnet (origineel uitgezonden tussen 1951 en 1959) is ook bekend werk van Morgan. Hij speelde de rol ook in de televisiefilm Dragnet 1966 en de televisieserie Dragnet 1967 (tussen 1967 en 1969). Hij herhaalde de rol in de film Dragnet uit 1987, met Tom Hanks in de hoofdrol.  
Ook speelde Morgan sinds de jaren veertig in veel films. Hier zitten titels tussen als High Noon, How the West Was Won, The Shootist en Family Plan.
Gastrollen speelde hij onder meer in Gunsmoke, Alfred Hitchcock Presents, The Love Boat en Murder, She Wrote.
Morgan werd geboren als Harry Bratsburg maar nam de artiestennaam Morgan aan. Van 17 december 1986 tot aan zijn dood was hij getrouwd met Barbara Bushman. Tussen 1940 en haar dood op 4 februari 1985 was hij getrouwd met Eileen Detchon. Uit dit huwelijk werden vier zonen geboren. Zoon Daniel overleed in 1989. Morgan overleed op 96-jarige leeftijd aan de gevolgen van een longontsteking.

## Filmografie
- Love & Money televisieserie - Fletcher Conklin (Afl., Career Day, 1999)
- Crosswalk (1999) - Dr. Chandler
- Family Plan (1998) - Saul Rubins
- 3rd Rock from the Sun televisieserie - Professor Suter (Afl., Selfish Dick, 1996|Much Ado About Dick, 1996|Sensitive Dick, 1997)
- Grace Under Fire televisieserie - George (Afl., Head Games, 1996)
- The Simpsons televisieserie - Bill Gannon (Afl., Mother Simpson, 1995)
- The Jeff Foxworthy Show televisieserie - Raymond (Afl., Jeff & Ray & Racal's Big Adventure, 1995)
- Renegade televisieserie - Moses Walzer (Afl., Hostage, 1994)
- Incident in a Small Town (televisiefilm, 1994) - Rechter Bell
- Against Her Will: An Incident in Baltimore (televisiefilm, 1992) - Rechter Stoddard Bell
- The Incident (televisiefilm, 1990) - Rechter Bell
- The Twilight Zone televisieserie - Edgar Witherspoon (Afl., The Curious Case of Edgar Witherspoon, 1988)
- 14 Going on 30 (televisiefilm, 1988) - Rol onbekend
- You Can't Take It with You televisieserie - Martin Vanderhof (Afl., Like Mother, Like Son, 1987 /  The Trial of Martin Vanderhof, 1987)
- Dragnet (1987) - Politie-kapitein Gannon
- Murder, She Wrote televisieserie - Gepensioneerde politie-luitenant Webb (Afl., The Days Dwindle Down, 1987)
- Blacke's Magic televisieserie - Leonard Blacke (Afl., Breathing Room (Pilot), 1986|Death Goes to the Movies, 1986)
- The Love Boat televisieserie - Rol onbekend (Afl., German Cruise: The Villa/The Racer's Edge/Love or Money/The Accident: Part 1 & 2, 1985)
- After MASH televisieserie - Dr. Sherman Potter (30 afl., 1983-1984)
- Sparkling Cyanide (televisiefilm, 1983) - Kapitein Kemp
- M*A*S*H televisieserie - Kol. Sherman T. Potter (179 afl., 1975-1983)
- The Love Boat televisieserie - Professor (Afl., The Expedition/Julie's Wedding/The Mongala/Julie's Replacement/The Three R's/The Professor's Wife: Part 1 & 2, 1981)
- Disneyland televisieserie - Major Gaskill (Afl., The Apple Dumpling Gang Rides Again: Part 1 & 2, 1982)
- The Flight of Dragons (1982) - Carolinus (Stem)
- Rivkin: Bounty Hunter (televisiefilm, 1981) - Vader Kolodny
- More Wild Wild West (televisiefilm, 1980) - Robert T. 'Skinny' Malone
- Scout's Honor (televisiefilm, 1980) - Mr. Briggs
- Roughnecks (televisiefilm, 1980) - Plug Champion
- Better Late Than Never (televisiefilm, 1979) - Mr. Scott
- The Apple Dumpling Gang Rides Again (1979) - Maj. Gaskill (Milly's vader)
- You Can't Take It with You (televisiefilm, 1979) - Mr. DePinna
- The Wild Wild West Revisited (televisiefilm, 1979) - Robert T. Malone
- Roots: The Next Generations (Mini-serie, 1979) - Bob Campbell
- Backstairs at the White House (Mini-serie, 1979) - President Harry S. Truman
- The Cat from Outer Space (1978) - Generaal Stilton
- The Love Boat Televisieserie - Wendel Snead (Afl., Taking Sides/A Friendly Little Game/Going by the Book, 1978)
- Kate Bliss and the Ticker Tape Kid (televisiefilm, 1978) - Hugo Peavey
- The Bastard (televisiefilm, 1978) - Kapt. Caleb
- Murder at the Mardi Gras (televisiefilm, 1978) - Jim Bob Jackson
- Maneaters Are Loose! (televisiefilm, 1978) - Toby Waites
- The Magnificent Magical Magnet of Santa Mesa (televisiefilm, 1977) - J.J. Strange
- Exo-Man (televisiefilm, 1977) - Travis
- The Shootist (1976) - Carson City Marshal Walter Thibido
- The Apple Dumpling Gang (1975) - Sheriff Homer McCoy
- The Last Day (televisiefilm, 1975) - Verteller
- Gunsmoke televisieserie - Jed Hockett (Afl., The Wiving, 1974|Brides and Grooms, 1975)
- M*A*S*H televisieserie - Maj. Gen. Bartford Hamilton Steele (Afl., The General Flipped at Dawn, 1974)
- Sidekicks (televisiefilm, 1974) - Sheriff Jenkins
- Hec Ramsey televisieserie - Doc Amos B. Coogan (Afl. onbekend, 1972-1974)
- Charley and the Angel (1973) - De Engel (voormalig Roy Zerney)
- Snowball Express (1972) - Jesse McCord
- Hec Ramsey (televisiefilm, 1972) - Doc Amos C. Coogan
- Gunsmoke televisieserie - John Milligan (Afl., Milligan, 1972)
- The Partridge Family televisieserie - Cal (Afl., All's War in Love and Fairs, 1972)
- The D.A. televisieserie - H.M. 'Staff' Stafford (Afl. onbekend, 1971-1972)
- Night Gallery televisieserie - Thaddeus Conway (Afl., The Late Mr. Peddington, 1972)
- Ellery Queen: Don't Look Behind You (televisiefilm, 1971) - Inspecteur Richard Queen
- Cat Ballou (televisiefilm, 1971) - De boer
- Scandalous John (1971) - Sheriff Pippin
- Support Your Local Gunfighter (1971) - Taylor Barton
- The Barefoot Executive (1971) - E.J. Crampton
- The Feminist and the Fuzz (televisiefilm, 1971) - Dr. Horace Bowers
- But I Don't Want to Get Married! (televisiefilm, 1970) - Mr. Good
- The Partridge Family televisieserie - Willie Larkin (Afl., The Sound of Money, 1970)
- Gunsmoke televisieserie - Osgood Pickett (Afl., The Witness, 1970)
- Love, American Style televisieserie - Rol onbekend (Afl., Love and the Motel, 1970)
- Dragnet 1967 televisieserie - Officer Bill Gannon (51 afl., 1967-1970)
- Patton (1970) - Senator (Niet op aftiteling)
- Viva Max! (1969) - Politiechef Sylvester
- Support Your Local Sheriff! (1969) - Burgemeester Olly Perkins
- Dragnet 1966 (televisiefilm, 1969) - Officer Bill Gannon
- The Flim-Flam Man (1967) - Sheriff Slade
- What Did You Do in the War, Daddy? (1966) - Maj. Pott
- Frankie and Johnny (1966) - Cully
- Dr. Kildare televisieserie - Francis X. Healy (Afl., A Gift of Love, 1965|The Tent Dwellers, 1965|Going Home, 1965)
- The Wackiest Ship in the Army televisieserie - Rol onbekend (Afl., The Lady and the Luluai, 1965)
- John Goldfarb, Please Come Home! (1965) - Staatssecretaris Deems Sarajevo
- Kentucky Jones televisieserie - Seldom Jackson (Afl. onbekend, 1964-1965)
- The Richard Boone Show televisieserie - Verschillende rollen (15 afl., 1963-1964)
- The Wall to Wall War (televisiefilm, 1963) - Rol onbekend
- The Virginian televisieserie - Kendall Jones (Afl., Strangers at Sundown, 1963)
- Have Gun - Will Travel televisieserie - Sheriff Ernie Backwater (Afl., American Primitive, 1963)
- The Untouchables televisieserie - Bugs Moran (Afl., Doublecross, 1962)
- Going My Way Televisieserie - Al Everett (Afl., Like My Own Brother, 1962)
- How the West Was Won (1962) - Generaal Ulysses S. Grant
- Pete and Gladys televisieserie - Pete Porter (72 afl., 1960-1962)
- Cimarron (1960) - Jessie Rickey (drukker)
- The Mountain Road (1960) - Sgt. Michaelson
- Inherit the Wind (1960) - Rechter Mel
- Alfred Hitchcock Presents televisieserie - Hermie Jenkins (Afl., Anniversary Gift, 1959)
- Dragnet televisieserie - Officer Bill Gannon (1951-1959)
- It Started with a Kiss (1959) - Charles Meriden
- December Bride Televisieserie - Pete Porter (111 afl., 1954-1959)
- Have Gun - Will Travel televisieserie - Fred Braus (Afl., A Snare for Murder, 1958)
- Under Fire (1957) - Sgt. Joseph C. Dusak
- The 20th Century-Fox Hour televisieserie - Mike Feeney (Afl., The Marriage Broker, 1957)
- The Teahouse of the August Moon (1956) - Sgt. Gregovich
- Star in the Dust (1956) - Lew Hogan
- Cavalcade of America televisieserie - Homer Byington (Afl., Who Is Byington?, 1956)
- Backlash (1956) - Tony Welker
- The Bottom of the Bottle (1956) - Barkeeper
- Pete Kelly's Blues (1955) - Rol onbekend (Niet op aftiteling)
- Not as a Stranger (1955) - Oley
- Strategic Air Command (1955) - Sgt. Bible (ingenieur bouwkunde)
- The Lone Wolf Televisieserie - Strait (Afl., Plantation Story, 1955)
- The Lone Wolf Televisieserie - Eerwaarde Hallam (Afl., The Minister Story, 1955)
- The Far Country (1954) - Ketchum (Chauffeur kasteel/mijnwerker)
- About Mrs. Leslie (1954) - Fred Blue
- The Forty-Niners (1954) - Alfred 'Alf' Billings
- Prisoner of War (1954) - Maj. O.D. Hale
- The Glenn Miller Story (1953) - Chummy MacGregor
- Cavalcade of America televisieserie - Rol onbekend (Afl., Sunset at Appomattox, 1953)
- Torch Song (1953) - Joe Dennar
- Champ for a Day (1953) - Al Muntz
- Arena (1953) - Lew Hutchins
- Thunder Bay (1953) - Rawlings
- Stop, You're Killing Me (1952) - Innocence
- Toughest Man in Arizona (1952) - Verne Kimber
- Apache War Smoke (1952) - Ed Cotten
- Big Jim McLain (1952) - Verteller (Niet op aftiteling)
- What Price Glory (1952) - Sgt. Moran
- High Noon (1952) - Sam Fuller
- My Six Convicts (1952) - Dawson
- Bend of the River (1952) - Shorty
- Scandal Street (1952) - Biddle
- Boots Malone (1952) - Quarter Horse Henry
- The Blue Veil (1951) - Charles Hall
- The Well (1951) - Claude Packard
- The Highwayman (1951) - Tim
- Appointment with Danger (1951) - George Soderquist
- When I Grow Up (1951) - Father Reed (modern)
- The Amazing Mr. Malone televisieserie - Rol onbekend (Afl., Premiere, 1951)
- Belle Le Grand (1951) - Abel Stone
- Dark City (1950) - Soldier
- The Showdown (1950) - Rod Main
- Outside the Wall (1950) - Garth
- Holiday Affair (1949) - Police Lieutenant
- Red Light (1949) - Rocky
- Strange Bargain (1949) - Lt. Richard Webb
- Madame Bovary (1949) - Hyppolite
- The Beautiful Blonde from Bashful Bend (1949) - Hoodlum (Niet op aftiteling)
- Down to the Sea in Ships (1949) - Britton
- Hell Out There (1949) - The Young Gambler
- Yellow Sky (1948) - Half Pint
- Moonrise (1948) - Billy Scripture
- The Saxon Charm (1948) - Hermy
- Race Street (1948) - Hal Towers
- The Big Clock (1948) - Bill Womack
- All My Sons (1948) - Frank Lubey
- The Gangster (1947) - Shorty
- Crime Doctor's Man Hunt (1946) - Jervis (Niet op aftiteling)
- It Shouldn't Happen to a Dog (1946) - Gus Rivers
- Somewhere in the Night (1946) - Bath attendant (Niet op aftiteling)
- Dragonwyck (1946) - Klaus Bleecker
- Johnny Comes Flying Home (1946) - Joe Patillo
- From This Day Forward (1946) - Hank Beesley
- State Fair (1945) - Barker
- A Bell for Adano (1945) - Capt. N. Purvis
- Gentle Annie (1944) - Cottonwood Goss
- Wing and a Prayer (1944) - Ensign Malcolm Brainard
- Roger Touhy, Gangster (1944) - Thomas J. 'Smoke' Reardon
- The Eve of St. Mark (1944) - Pvt. Shevlin
- Happy Land (1943) - Tony Cavrek
- The Ox-Bow Incident (1943) - Art Croft
- Crash Dive (1943) - Brownie
- The Omaha Trail (1942) - Henchman Nat
- Orchestra Wives (1942) - Cully Anderson (Niet op aftiteling)
- The Loves of Edgar Allan Poe (1942) - Ebenezer Burling
- To the Shores of Tripoli (1942) - Mouthy

- Biblioteca Nacional de España: XX1613331
- Bibliothèque nationale de France: cb14208676w (data)
- Gemeinsame Normdatei: 1013772954
- International Standard Name Identifier: 0000 0001 0802 8110
- Library of Congress Control Number: no91027379
- Nationale Bibliotheek van Letland: 000252893
- Nationale Bibliotheek van Tsjechië: xx0095307
- Nationale Bibliotheek van Israël: 987007448731505171
- Istituto Centrale per il Catalogo Unico: MODV655542
- Système universitaire de documentation: 158515951
- Virtual International Authority File: 88575708
- WorldCat: E39PBJqbfMcbm7qBdHjb6vC84q